# Спирино (Собинский район)
Спирино — деревня в Собинском районе Владимирской области России, входит в состав Куриловского сельского поселения.

## География
Деревня расположена на берегу реки Ворша в 12 км на юго-запад от центра поселения деревни Курилово и в 14 км на северо-запад от райцентра города Собинка.

## История
В конце XIX — начале XX века деревня входила в состав Воронцовской волости Покровского уезда, с 1924 года — в составе Болдинской волости Владимирского уезда. В 1859 году в деревне числилось 20 дворов, в 1905 году — 32 дворов, в 1926 году — 31 хозяйств.
С 1929 года деревня являлась центром Спиринского сельсовета Собинского района, с 1940 года — в составе Ундольского сельсовета, с 1965 года — в составе Юровского сельсовета, с 1976 года — в составе Куриловского сельсовета Собинского района, с 2005 года — в состав Куриловского сельского поселения.

## Население
| 1859 | 1905 | 1926 |
| ---- | ---- | ---- |
| 220  | 193  | 144  |

| 1859 | 1905 | 1926 | 2002 | 2010 | 2021 |
| ---- | ---- | ---- | ---- | ---- | ---- |
| 220  | ↘193 | ↘144 | ↘5   | ↘3   | →3   |